# Эйнар Брюхотряс
Эйнар Эйндридессон Тамбарскельфир (Эйнар Брюхотряс) (др.-сканд. Einarr Þambarskelfir, норв. Einar Tambarskjelve; ок. 980 — ок. 1050) — влиятельный норвежский дворянин и политик XI века. Он возглавлял феодалов в их противостоянии с конунгом Олавом Харальдссоном.

## Исторический фон
Эйнар Тамбарскельфир был сыном Эйндриди, богатого и влиятельного фермера из Мельхуса, политического центра эпохи викингов. Эйнар Тамбарскельфир был крупным вождем в муниципалитете Скёун и могущественным военачальником со своим собственным войском. Он происходил от ярлов Хладира (Ладе), одной из самых влиятельных семей норвежской политики эпохи викингов. Он дебютировал как персонаж саги, так и на политической арене в морской битве у Свольдера в 1000 году, сражаясь на стороне проигравшего конунга Олава Трюггвасона. Из его описания этой битвы Снорри Стурлусон представляет нам один из самых известных отрывков саги:
Эйнар Брюхотряс стоял сзади на корме Змея и стрелял из лука. Он был самый меткий стрелок в войске. Эйнар пустил стрелу в Эйрика ярла и попал в верх руля над самой головой ярла. Стрела глубоко вонзилась в дерево. Ярл увидел стрелу и спросил, не знают ли его люди, кто пустил стрелу. Но тут же другая стрела пролетела так близко от ярла, что прошла между его бедром и рукой и насквозь пронзила спинку сиденья кормчего. Тогда ярл сказал человеку — он был отличным стрелком, — о котором одни говорят, что его звали Финн а другие, что он был финном:
— А ну-ка пусти стрелу в того рыжего детину на корме Змея.
Финн выстрелил, и стрела попала в середину лука Эйнара в то мгновение, когда тот натягивал свой лук в третий раз. Лук с треском разломился надвое. Тогда Олав конунг спросил:
— Что это лопнуло с таким треском? Эйнар отвечает:
— Лопнуло дело твое в Норвегии, конунг.
— Никогда не бывало такого громкого треска, — говорит конунг. — Возьми-ка мой лук и стреляй.
И он бросил ему свой лук. Эйнар взял лук, натянул тетиву на острие стрелы и сказал:
— Слаб, слишком слаб лук конунга.
И он бросил лук, взял свой щит и свой меч и стал сражаться.

## Правление Олафа Харальдссона
Король Олаф Трюггвасон исчез во время битвы, хотя его труп так и не был найден после битвы при Свольдера. Эйнар, однако, выжил и провел следующие десятилетия, маневрируя в меняющихся политических водах. После гибели или исчезновения конунга Олава Трюггвасона в битве у Свольдера Эйнар Брюхотряс примирился с хладирскими ярлами Эриком и Свейном Хаконссонами. Ярлы Эрик и Свейн выдали свою сестру Бергльот, дочь Хакона, замуж за Эйнара Брюхотряса. Ярлы также пожаловали Эйнару большое поместье в Оркадале. У Эйнара и Бергльот родился сын Эйндриди.
Эйнар вместе с Эрлингом Скьялгссоном поддерживал хладирского ярла Свейна Хаконссона против Олафа Харальдссона в битве при Несьяре в 1016 году. В то время как Свейн Хаконссон вынужден был бежать из Норвегии после битвы, а Эрлинг был вынужден вступить в нелегкий союз с новым королем, Эйнар Брюхотряс остался невредим. Эйнар бежал в Швецию, где нашел прибежище при дворе конунга Олафа. Эйнар Брюхотряс получил от шведского конунга большие владения. Вскоре Эйнар решил примириться с Олавом Святым, они обменялись послами. В Эльве Эйнар Брюхотряс встретился и примирился с конунгом Олавом Святым, последний разрешил ему владеть его землями в Трандхейме, а также землями, которые были приданым его жены Бергльот. Несмотря на перемирие, Эйнар остался противником конунга.
В 1028 году конунг Олав II Святой, потерпев поражение в войне с Данией, потерял норвежский престол и бежал в Швецию, а оттуда на Русь. Английский и датский король Кнуд Великий с большой армией прибыл в Норвегию и присоединил Норвегию к своему обширному государству. Кнуд назначил своим наместником хладирского ярла Хакона Эйрикссона. Хакон приходился племянником Бергльот, жены Эйнара. Эйнар получил во владение от ярла Хакона все свои земли, которыми он владел в правление хладирских ярлов Сейна и Эйрика, дяди и отца Хакона. Кнуд Великий также богато наградил Эйнара Брюхотряса. Последний обещал сохранять верность Кнуду и стал его преданным другом.
В 1029/1030 году ярл Хакон Эйрикссон погиб во время кораблекрушения между Шотландией и Оркнейскими островами. После гибели ярла Хакона Эйнар Брюхотряс стал править в Трандхейме. Эйнар Брюхотряс стал претендовать на звание ярла. Он со своей дружиной отплыл из Норвегии в Англию, где встретился с королем Кнудом Великим. Но Кнуд Великий отказался назначить Эйнара ярлом и правителем Норвегии. Кнуд назначил наместником в Норвегии своего внебрачного сына Свена Кнутссона. Эйнар Брюхотряс поддержал переход Норвегии под власть Дании. Однако он не присоединился к крестьянскому войску в битве при Стикластадире в 1030 году, где бонды разгромили и убили конунга Олава Святого. Однако Кнуд Великий пожаловал Эйнару большие владения в лен, сделав самым богатым лендрманном в королевстве. Но назначение правителем Норвегии Свена Кнутссона вызвало недовольством Эйнара Брюхотряса и ряда других норвежских лидеров.

## Вершина власти
Засилье датчан вызывало недовольство норвежцев. Во главе недовольных находились крупные землевладельцы Эйнар Брюхотряс и Кальв Арнессон. Они отказались поддержать Свена Кнутссона в отражении нападения претендента Трюггви, объявившего себя сыном Олава Святого.
Вскоре Эйнар Брюхотряс и Кальв Арнессон с дружинами отправились в поход на восток. Они прибыли в Швецию и, раздобыв там корабли, отправились в Гардарику (Киевскую Русь), где нашли 11-летнего Магнуса (будущего Магнуса Доброго), незаконнорожденного сына Олава Святого. Получив одобрение великого князя киевского Ярослава Мудрого, Магнус Добрый заключил соглашение с Эйнаром Брюхотрясом и Кальвом Арнассоном, поклявшись, что он будет им верен, что и они во всем могут на него положиться, если он станет конунгом Норвегии. В 1035 году Магнус Добрый, сопровождаемый Эйнаром и Кальви, прибыл из Руси в Швеции, а оттуда с вспомогательным шведским войском отправился в Норвегию. Свен Кнутссон, лишившись поддержки норвежского населения, вынужден был бежать в Данию. Магнус Добрый был провозглашен новым конунгом Норвегии. Вскоре конунг Магнус поссорился со своим приемным отцом и опекуном Кальвом Арнассоном, который вынужден был бежать из страны. Его владения были конфискованы по приказу Магнуса. После изгнания Кальва Арнессона Эйнар Брюхотряс стал фактическим правителем Норвегии. Позднее, когда конунг Магнус, став старше, действительно приобрел некоторую власть, Эйнар оставался очень влиятельной фигурой на протяжении всего его правления.

## Поворот событий
Однако около 1045 года стареющему Эйнару не повезло. В этот момент сводный брат Олава Харальдссона Харальд Сигурдссон, позднее получивший прозвище Хардероде («Суровый» или «Жестокий»), вернулся в Норвегию с огромным состоянием, накопленным в качестве военного командира в Киеве и Константинополе. Согласно законам о престолонаследии, установленным более ранним монархом Харальдом Прекрасноволосым, у Харальда были законные права на королевский трон, и он не колеблясь выдвинул их. Опасаясь, что Харальд превратит свою экономическую мощь в военную, Магнус вопреки совету Эйнара позволил Харальду стать конунгом и его соправителем в конце 1046 года. Только через год Магнус скончался, и Харальд стал единоличным конунгом Норвегии.
Новый конунг Харальд был полон решимости централизовать власть, и у него было мало терпения с ссорящимися дворянами и крестьянскими лидерами. Таким образом, он был обречен в конечном итоге на столкновение с таким же решительным Эйнаром Тамбарскельфиром. Последовал конфликт, угрожавший гражданской войной, и Эйнар начал поднимать еще одну крестьянскую армию против все более непопулярного и деспотичного Харальда. Однако, прежде чем эта работа была завершена, Харальд, казалось, искал примирения. Он попросил Эйнара о встрече на своей ферме в Нидаросе — чтобы эти двое могли сесть и заключить соглашение. У Харальда, конечно, таких намерений не было. Он решил, что Эйнара надо убрать, пока его поддержка не стала слишком сильной. Таким образом, по прибытии на королевскую ферму Эйнар и его сын Эйндриди были убиты. Его вдова Бергльот Хаконсдоттир собрала дружину мужа и напала на королевскую ферму, чтобы отомстить за убийство, но королю удалось уйти от нее.

## Оценка
Согласно саге, Эйнар Тамбарскельфир сыграл решающую роль в признании святости Олафа в 1031 году, так и в восстановлении Магнуса в качестве норвежского короля в 1035 году.
Смерть Эйнара Тамбарскельфира завершает две важные эпохи норвежской средневековой политики. Во-первых, он последний из семьи Ладе, который играл важную политическую роль. Во-вторых, он также является последним дворянином, который стремится к власти в Норвегии без претензий, основанных на законах о престолонаследии Харальда Прекрасноволосого. С этого момента все потенциальные короли — как бы сомнительно ни было их предполагаемое родство с древним королем — будут утверждать, что они происходят от Харальда Прекрасноволосого.

## Наследие
На гербе муниципалитета Мельхус в провинции (фюльке) Сёр-Трёнделаг изображен лучник, символизирующий знаменитого вождя и лучника из Скёуна Эйнара Тамбарскельфира.